# Institut Curie

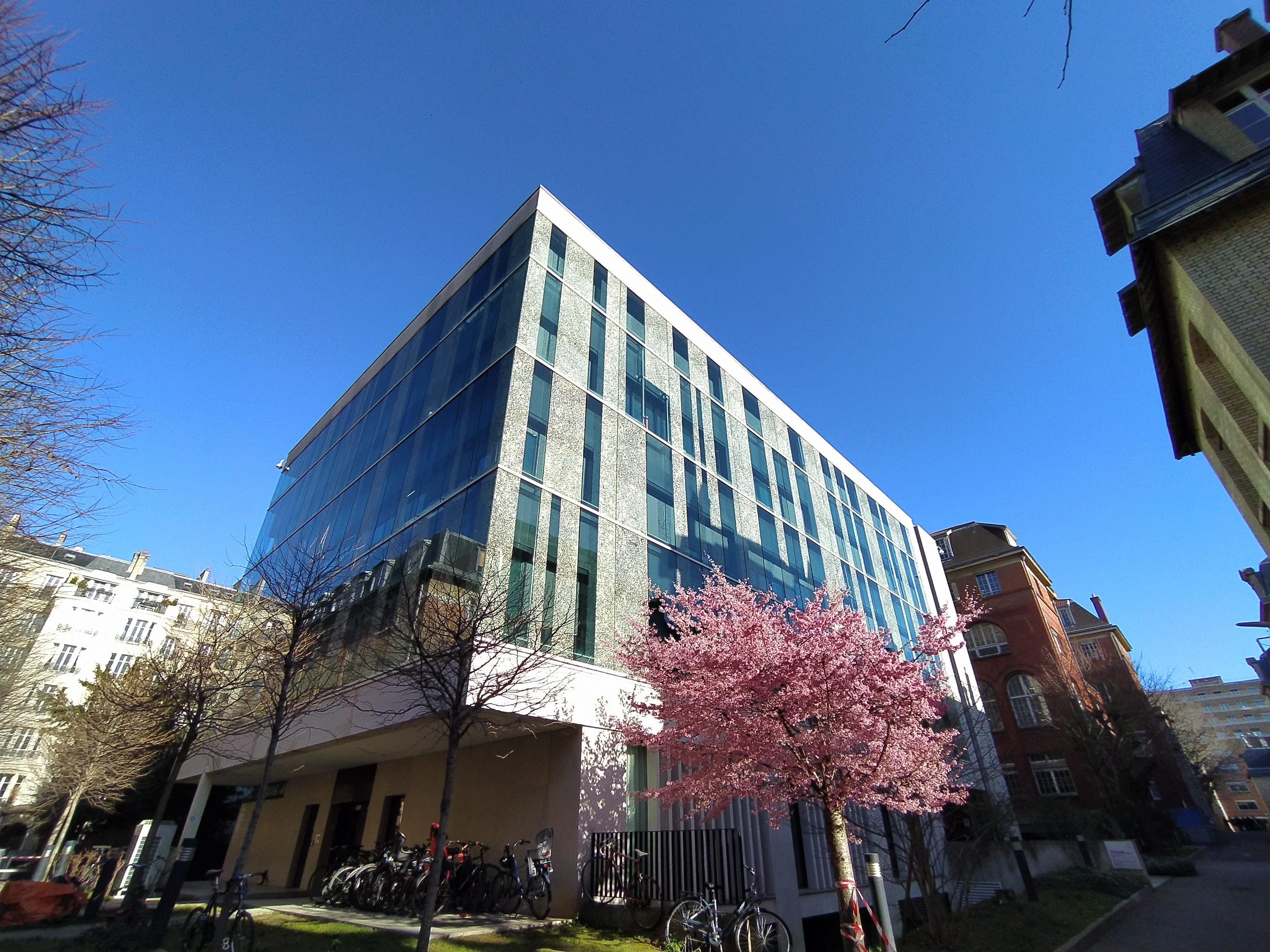
Sídlo institutu Curie v Paříži

Institut Curie je nadace fungující od roku 1921 jako veřejná služba. Ústav založila Marie Curie-Skłodowská a od svého vzniku se zaměřuje na tři okruhy: výzkum, léčba a předávání znalostí.
Všechny činnosti probíhají v rámci tří subjektů: nemocniční komplex zaměřený na onkologii rozmístěný ve třech městech (Paříž, Orsay a Saint-Cloud), výzkumné centrum, kde vědci pracují v 88 výzkumných týmech, a ústředí nadace.
Ústav sdružuje 3 586 výzkumných pracovníků, lékařů, pečovatelů, techniků a administrativních pracovníků.